# Werl
Werl é uma cidade da Alemanha localizado no distrito de Soest, região administrativa de Arnsberg, estado de Renânia do Norte-Vestfália. Werl encontra-se em local de fácil acesso por se encontrar na área entre a região de Sauerland, Münsterland e a Região do Ruhr.

## História
A cidade foi membro da Liga Hanseática na Idade Média e contém uma estátua da Virgem Maria desde 1661. Esta relíquia, que se encontra na basílica da cidade aos cuidados dos franciscanos, é motivo de uma peregrinação anual que torna Werl o terceiro maior destino de peregrinos cristãos de toda a Alemanha.

## Pessoas famosas de Werl
- Franz von Papen (1869–1979), militar, político e diplomático